# 의령군의 행정 구역
의령군의 행정 구역은 1읍 12면 116리 565반 238개의 행정마을로 구성되어 있다. 의령군의 전체 면적은 482.89km2이다. 세대와 인구는 2011년 6월 30일 기준으로 14,344세대 30,209명이다.

## 행정 구역
| 읍면   | 한자   | 세대  | 인구  | 면적  | 법정리 |
| ------ | ------ | ----- | ----- | ----- | --- |
| 의령읍 | 宜寧邑 | 3,939 | 9,661 | 34.30 | 대산리(大山里), 만천리(萬川里), 동동리(東洞里), 중동리(中洞里), 서동리(西洞里), 상리(上里), 중리(中里), 하리(下里), 무전리(茂田里), 정암리(鼎岩里)                                             |
| 가례면 | 嘉禮面 | 911   | 2,044 | 35.55 | 가례리(嘉禮里), 갑을리(甲乙里), 개승리(介承里), 괴진리(槐津里), 수성리(修誠里), 운암리(雲岩里), 양성리(陽城里), 봉두리(鳳頭里), 대천리(大川里)                                                 |
| 칠곡면 | 七谷面 | 636   | 1,276 | 22.37 | 내조리(內槽里), 외조리(外槽里), 도산리(陶山里), 산남리(山南里), 산북리(山北里), 신포리(新浦里)                                                                                                 |
| 대의면 | 大義面 | 633   | 1,207 | 35.88 | 마쌍리(馬雙里), 중촌리(中村里), 천곡리(泉谷里), 하촌리(下村里), 심지리(深池里), 다사리(多士里), 행정리(杏亭里), 추산리(秋山里), 신전리(新田里)                                                 |
| 화정면 | 華正面 | 838   | 1,720 | 38.29 | 가수리(加樹里), 덕교리(德橋里), 상일리(上一里), 석천리(石泉里), 화양리(華陽里), 상정리(上井里), 상이리(上二里)                                                                                 |
| 용덕면 | 龍德面 | 864   | 1,804 | 33.83 | 가미리(佳美里), 죽전리(竹田里), 정동리(井洞里), 이목리(梨木里), 신촌리(新村里), 연리(淵里), 와요리(瓦要里), 운곡리(雲谷里), 용소리(龍沼里), 소상리(召湘里), 교암리(橋岩里), 가락리(佳樂里)     |
| 정곡면 | 正谷面 | 933   | 1,789 | 40.17 | 가현리(佳峴里), 백곡리(白谷里), 석곡리(石谷里), 예둔리(禮屯里), 적곡리(赤谷里), 중교리(中橋里), 죽전리(竹田里), 오방리(五方里), 성황리(城隍里), 상촌리(上村里)                                 |
| 지정면 | 芝正面 | 1,088 | 2,140 | 46.91 | 두곡리(杜谷里), 봉곡리(鳳谷里), 성산리(城山里), 태부리(太夫里), 유곡리(柳谷里), 오천리(梧川里), 득소리(得所里), 마산리(馬山里), 성당리(城堂里), 백야리(白也里)                                 |
| 낙서면 | 洛西面 | 500   | 978   | 23.44 | 내제리(來濟里), 아근리(阿近里), 전화리(全火里), 정곡리(井谷里), 율산리(栗山里), 여의리(如意里)                                                                                                 |
| 부림면 | 富林面 | 1,718 | 3,516 | 47.96 | 감암리(甘岩里), 묵방리(墨方里), 입산리(立山里), 익구리(益口里), 여배리(餘背里), 단원리(丹原里), 대곡리(大谷里), 막곡리(幕谷里), 신반리(新反里), 손오리(孫吾里), 경산리(景山里), 권혜리(卷惠里) |
| 봉수면 | 鳳樹面 | 689   | 1,212 | 33.06 | 청계리(淸溪里), 서암리(西岩里), 신현리(新峴里), 죽전리(竹田里), 삼가리(森佳里), 서득리(西得里), 천락리(天樂里)                                                                                 |
| 궁류면 | 宮柳面 | 807   | 1,371 | 43.57 | 계현리(桂峴里), 벽계리(碧溪里), 운계리(雲溪里), 평촌리(坪村里), 토곡리(土谷里), 압곡리(鴨谷里), 다현리(多峴里)                                                                                 |
| 유곡면 | 柳谷面 | 773   | 1,436 | 47.56 | 당동리(塘洞里), 마장리(馬場里), 상곡리(上谷里), 마두리(馬頭里), 덕천리(德川里), 상촌리(上村里), 송산리(松山里), 세간리(世干里), 칠곡리(漆谷里), 오목리(烏木里), 신촌리(新村里)                 |

## 역사
757년 신라 경덕왕 16년에 행정명칭 개혁으로 의령현(宜寧縣)으로 개명되어 함안군의 영현이 되었다.
고려시대인 1018년 현종 9년 의춘(宜春)으로 일시 개명해 진주목의 속현이 되었다. 1390년 공양왕 2년 감무가 설치되었다. 1391년 공양왕 3년 신번현을 합병했다.
조선시대 1413년 의령현이 되었고, 1592년 임진왜란이 발발하자 곽재우 휘하의 의병이 의령과 창녕 일대에서 일본군과 항전했다. 1895년 6월 23일(조선 고종 32년 음력 윤5월 1일) 진주부 의령군으로 개편하였다. 이듬해인  1896년 8월 4일 경상남도 의령군으로 개편하였다.
- 1914년 4월 1일 합천군 궁소면을 편입하였다.[5]

| 조선총독부령 제111호 |             |                                                                |
| 구 행정구역 | 신 행정구역 | 신 행정구역                                                    |
| 의령군 화양면(華陽面) | 화양면      | 중촌리(中村里), 하촌리(下村里), 상일리, 상이리, 부곡리(釜谷里) |
| 의령군 상정면(上井面) 선곡동/가수동/(진주군 설매곡면) 유수동, 세주동/덕교동/서촌동 일부, 저동, 재동/동촌동/금동/중촌동/서촌동 일부 | 상정면      | 가수리, 덕교리, 저성리(苧成里), 하촌리(下村里)                 |
| 의령군 낙서면(洛西面) 내제동/여의동 일부, 아근동/상포동/방가동 일부, 율상동/율하동, 당지동/여의동 일부, 부곡동/전화동/방가동 일부, 신기동/정곡동                                                                                                | 낙서면      | 내제리, 아근리, 율산리, 여의리, 전화리, 정곡리                 |
| 의령군 일가례면(一嘉禮面) 우두동/봉림동, 세변동/개승동, 우곡동/괴진동, 수성동, 양성동 | 가례면      | 갑을리, 개승리, 괴진리, 수성리, 양성리                         |
| 의령군 이가례면(二嘉禮面) 가례동, 어은동/대천동, 봉두동/진목동, 지남동/운암동 | 가례면      | 가례리, 대천리, 봉두리, 운암리                                 |
| 의령군 풍덕면(風德面) | 풍덕면      | 서동, 정암리, 무전리, 중동, 동동                               |
| 의령군 덕곡면(德谷面) | 풍덕면      | 상리, 하리, 중리                                               |
| 의령군 대곡면(大谷面) 다사동, 마쌍동, 심지동, 천곡동, 추산동 | 대의면      | 다사리, 마쌍리, 심지리, 천곡리, 추산리                         |
| 의령군 모의면(募義面) 내동/신전동, 노전동/중촌동 일부, 중촌동 일부/하촌동 일부, 암하동/행정동 | 대의면      | 신전리, 중촌리, 하촌리, 행정리                                 |
| 의령군 칠곡면(七谷面) | 칠곡면      | 내조리, 외조리, 신포리, 산남리, 산북리, 도산리                 |
| 의령군 덕암면(德巖面) 가미동, 가악동, 하교동/상교동 일부, 성비동/신촌동/(풍덕면) 무동 일부, 와요동, 이목동, 어룡동/세곡동/죽전동 일부/(풍덕면) 무동 일부                                                                                        | 용덕면      | 가미리, 가악리, 교암리, 신촌리, 와요리, 이목리, 죽전리         |
| 의령군 용암면(龍巖面) 부남동/소상동/옥야동 일부/정연동 일부/(덕암면) 상교동 일부, 상용소동/하용소동, 연동, 운곡동 일부, 운곡동 일부/정연동 일부                                                                                                 | 용덕면      | 소상리, 용소리, 연리, 운곡리, 정동리                           |
| 의령군 화곡면(禾谷面) 상석동/하석동 일부, 행정동/오방동, 호미동/죽전동, 모곡동/중교동/하곡동 일부 | 정곡면      | 석곡리, 오방리, 죽전리, 중교리                                 |
| 의령군 일정동면(一正東面) 가현동, 신기동/백곡동, 상촌동, 성황동/무둔동 일부, 예동/무둔동 일부, 두호동/북곡동 | 정곡면      | 가현리, 백곡리, 상촌리, 성황리, 예둔리, 적곡리                 |
| 의령군 이정동면(二正東面) 득소동 일부, 돈지동/포외동/마산동, 백야동/다안동/득소동 일부, 성당동 | 지정면      | 득소리, 마산리, 백야리, 성당리                                 |
| 의령군 지산면(芝山面) 두곡동, 양구동/일류곡동/이류곡동, 성산동, 봉곡동, 웅곡동/오천동, 이태부동/일태부동 | 지정면      | 두곡리, 유곡리, 성산리, 봉곡리, 오천리, 태부리                 |
| 의령군 보림면(寶林面) 신반리/하암동/동오동/창동 일부/이현동 일부/감암동 일부/(부산면) 오소동 일부/이구동 일부, 막곡동 일부, 노상동/일현동/내상동/노하동/외장동/내장동/내하동/창동 일부/이현동 일부/감암동 일부/막각동 일부/(가수면) 서득리 일부 | 부림면      | 감암리, 막곡리, 신반리                                         |
| 의령군 경산면(景山面) 박진동/경산동/(낙서면) 부곡동 일부 | 부림면      | 경산리                                                         |
| 의령군 부산면(富山面) 율곡동/단원동/정곡동/수축동/(보림면) 이현동 일부, 대곡동/오소동 일부, 난동/구이동/손오동/오소동 일부, 입산동, 여하동/여상동 일부, 월전동/구내동/이구동 일부                                                               | 부림면      | 단원리, 대곡리, 손오리, 입산리, 여배리, 익구리                 |
| 의령군 봉산면(鳳山面) 오산동/좌오동/서암동 일부/(초계군 백암면) 오산동 일부/다현동 일부, 신촌동/사현동, 상곡산동/죽전동 일부, 청계동/방동/서암동 일부/(초계군 백암면) 다현동 일부                                                               | 봉수면      | 서암리, 신현리, 죽전리, 청계리                                 |
| 의령군 가수면(佳樹面) 삼동/가림동/죽전동 일부/봉산동 일부, 지금동/서득동 일부, 천락동/붕현동 | 봉수면      | 삼가리, 서득리, 천락리                                         |
| 의령군 능인면(能仁面) 양지동/상촌동/분계동, 신촌동/조목동 일부/장군동 일부, 평촌동/장군동 일부/오목동 일부 | 유곡면      | 상곡리, 신촌리, 오목리                                         |
| 의령군 정곡면(定谷面) 당동, 덕천동, 마장동, 고송동/야산동, 등태동/판곡동 | 유곡면      | 당동리, 덕천리, 마장리, 세간리, 칠곡리                         |
| 의령군 이류곡면(二柳谷面) 남촌동/동촌동/마두동, 장곡동/상촌동, 중장동/송산동/계현동 일부 | 유곡면      | 마두리, 상촌리, 송산리                                         |
| 의령군 일류곡면(一柳谷面) 장지동/마현동/(이류곡면) 계현동 일부, 다현동/지동/신기동/소화동, 상압동/하압동/매곡동 일부, 당동/토동/문창동/부곡동/죽림동/매곡동 일부                                                                                | 궁류면      | 계현리, 다현리, 압곡리, 토곡리                                 |
| 합천군 궁소면(宮所面) 정동/벽계동/평촌동 일부, 운계동/입토동/평촌동 일부, 예동/대현동/평촌동 일부 | 궁류면      | 벽계리, 운계리, 평촌리                                         |
- 1933년 1월 1일 화양면, 상정면을 폐지하고 화정면을 신설하였다.[6]

| 경상남도령 제17호             |                       |
| 구 행정구역                   | 신 행정구역           |
| 화양면 중촌리, 하촌리         | 의령면 일부           |
| 화양면 상일리, 상이리, 부곡리 | 화정면 일원           |
| 상정면 일원                   | 화정면 일원           |
| 의령면 중촌리, 하촌리         | 의령면 대산리, 만천리 |
| 화양면 부곡리                 | 화정면 화양리         |
| 상정면 하촌리                 | 화정면 상정리         |
- 1979년 5월 1일 의령면을 의령읍으로 승격하였다.[7]
- 1983년 2월 15일 합천군 적중면 권혜리, 묵방리를 부림면에 편입하였다.
- 2003년 7월 16일 궁유면을 궁류면으로 개칭하였다.